# موسى جي. إبستاين
موسى جي. إبستاين هو سياسي أمريكي، ولد في 1911 في نيويورك في الولايات المتحدة، وتوفي في 10 أكتوبر 1960. نشط حزبياً في الحزب الديمقراطي. وقد انتخب عضو جمعية ولاية نيويورك ‏.